# Trichotemnoma currugatum
Trichotemnoma corrugatum là một loài rêu trong họ Trichotemnomataceae. Loài này được (Stephani) R.M. Schust. mô tả khoa học đầu tiên năm 1968.